# 索伦托
索伦托（Sorrento，發音：[sorˈrɛnto]；那不勒斯语：Surriento），又译苏莲托，是意大利坎帕尼亚区下的一个市镇，人口約為16,500人。索倫托位于索伦托半岛北岸，濒那不勒斯湾，北距那不勒斯27公里，是一個觀光勝地。

## 概况
索伦托为意大利南部城镇，属坎帕尼亚区。意大利名曲《重归苏莲托》（Torna a Surriento，詹巴蒂斯塔·第·库尔蒂斯作词，埃尔内斯托·第·库尔蒂斯作曲。词、曲作者是兄弟。）中作者所向往的即是这里。
城筑于海滨的峭壁上，为橘、柠檬、油橄榄与桑等树丛所围绕，为一景色绮丽的游览区。主产葡萄酒与檄榄油，捕鱼亦较重要。细木镶嵌、花边等手工艺品著名。有十四世纪修道院与中世纪雕刻、绘画艺术。

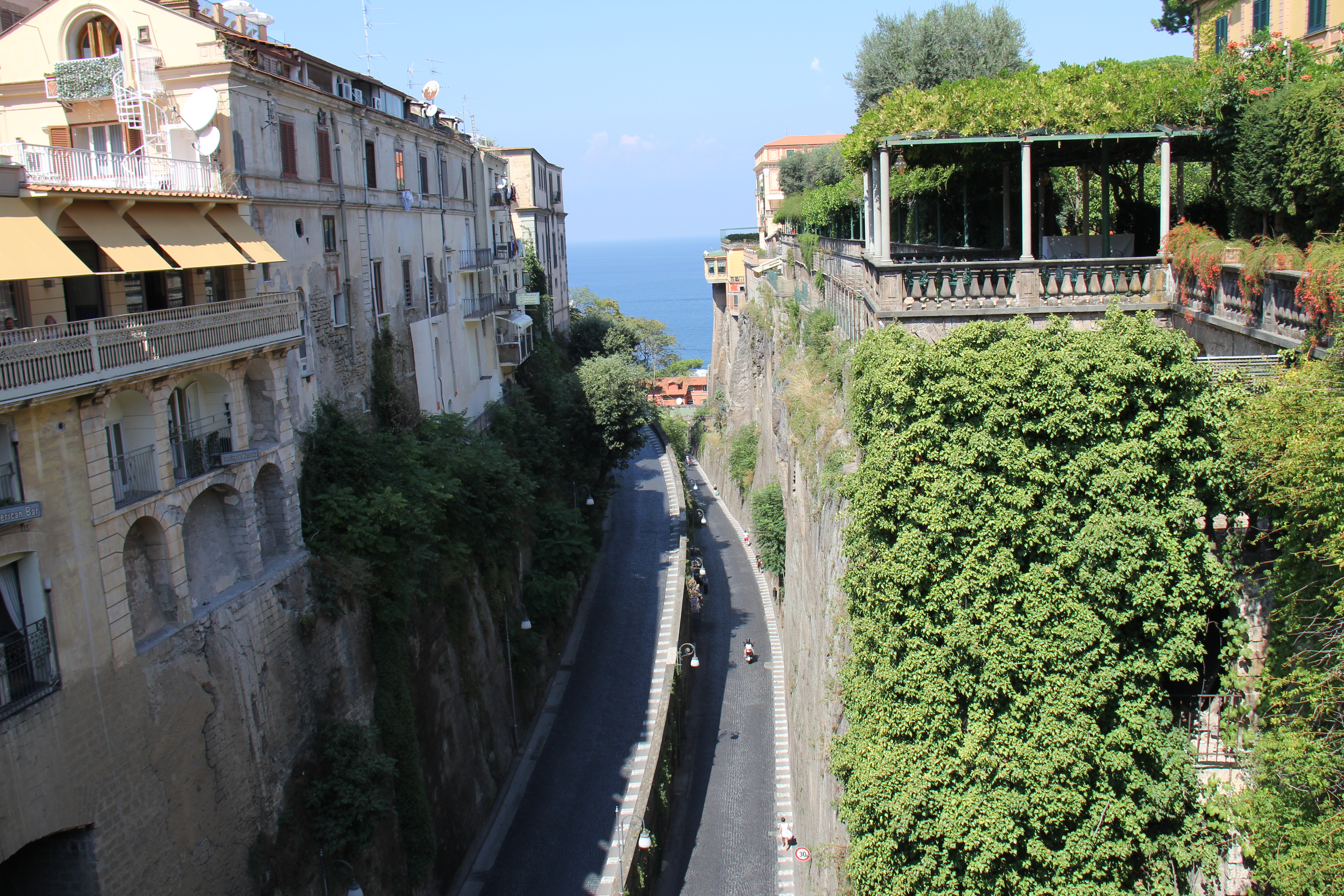
从塔索广场看阶梯下方从小港进城的道路

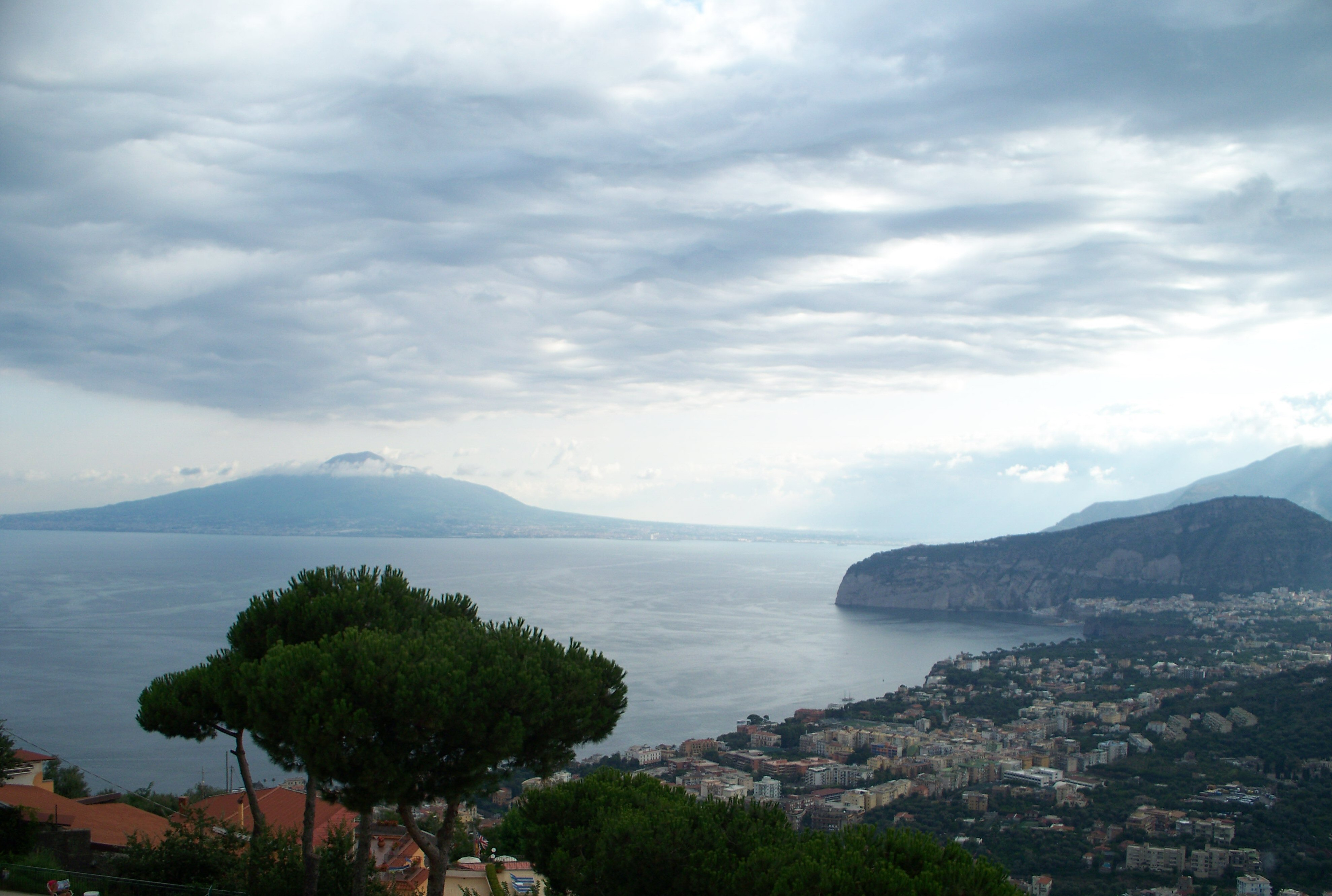
从市政公园观赏那不勒斯湾与维苏威火山的景色

## 景点
- 阿马尔菲海岸
- 大港（Marina Grande）
- 小港（Marina Piccola）
- 市政公园（Villa communale），可观赏那不勒斯湾与维苏威火山的景色
- 塔索广场，索伦托的中央广场
- Museo della tarsia lignea
- 科雷亚莱博物馆[1]
- 圣凯撒略街, 索伦托的主要购物街
- 索伦托圣斐理伯圣雅各伯主教座堂，14世纪，立面重建于1924年，11世纪的大门来自君士坦丁堡[2]
- 圣腓力和巴科洛堂
- 圣方济各堂及修道院，14世纪
- Punta del Capo罗马废墟

## 外部連結
- WikiMapia （页面存档备份，存于）
- Sorrento Events （页面存档备份，存于）